# Five Nations 1955
Die Ausgabe 1955 des jährlich ausgetragenen Rugby-Union-Turniers Five Nations (seit 2000 Six Nations) fand zwischen dem 8. Januar und dem 26. März statt. Turniersieger wurden gemeinsam Wales und Frankreich (die Punktedifferenz spielte beim damaligen Turniermodus keine Rolle).

## Teilnehmer
| Land       | Stadion                        | Stadt     | Kapitän                                       |
| ---------- | ------------------------------ | --------- | --------------------------------------------- |
| England    | Twickenham Stadium             | London    | Nim Hall / Peter Young                        |
| Frankreich | Stade Olympique Yves-du-Manoir | Colombes  | Jean Prat                                     |
| Irland     | Lansdowne Road                 | Dublin    | Robin Thompson / Jim McCarthy                 |
| Schottland | Murrayfield Stadium            | Edinburgh | Jim Greenwood / Angus Cameron                 |
| Wales      | Cardiff Arms Park              | Cardiff   | Bleddyn Williams / Rex Willis / Rees Stephens |

## Tabelle
|    | Land       | Spiele | Siege | Unent. | Ndlg. | Spiel- punkte | Diff. | Tabellen- punkte |
| -- | ---------- | ------ | ----- | ------ | ----- | ------------- | ----- | ---------------- |
| 1. | Wales      | 4      | 3     | 0      | 1     | 48:28         | + 20  | 6                |
| 1. | Frankreich | 4      | 3     | 0      | 1     | 47:28         | + 19  | 6                |
| 3. | Schottland | 4      | 2     | 0      | 2     | 32:35         | − 3   | 4                |
| 4. | England    | 4      | 1     | 1      | 2     | 24:31         | − 7   | 3                |
| 5. | Irland     | 4      | 0     | 1      | 3     | 15:44         | − 29  | 1                |

## Ergebnisse
| 8. Januar 1955 | Frankreich                                                            | 15 : 0        | Schottland | Stade Olympique Yves-du-Manoir, Colombes Zuschauer: 25.000 Schiedsrichter: Hartley Elliott (England) |
| 8. Januar 1955 | Versuche: Boniface Domenech Gérard Dufau J. Prat Straftritte: Vannier | (9:0) Bericht |            | Stade Olympique Yves-du-Manoir, Colombes Zuschauer: 25.000 Schiedsrichter: Hartley Elliott (England) |

| 22. Januar 1955 | Irland                 | 3 : 5         | Frankreich                             | Lansdowne Road, Dublin Zuschauer: 45.000 Schiedsrichter: Ivor David (Wales) |
| 22. Januar 1955 | Straftritte: Henderson | (0:5) Bericht | Versuche: Domenech Erhöhungen: Vannier | Lansdowne Road, Dublin Zuschauer: 45.000 Schiedsrichter: Ivor David (Wales) |

| 22. Januar 1955 | Wales                | 3 : 0         | England | Cardiff Arms Park, Cardiff Zuschauer: 56.000 Schiedsrichter: O. B. Glasgow (Irland) |
| 22. Januar 1955 | Straftritte: Edwards | (3:0) Bericht |         | Cardiff Arms Park, Cardiff Zuschauer: 56.000 Schiedsrichter: O. B. Glasgow (Irland) |

| 5. Februar 1955 | Schottland                                                                    | 14 : 8        | Wales                                     | Murrayfield Stadium, Edinburgh Zuschauer: 60.000 Schiedsrichter: Michael Dowling (Irland) |
| 5. Februar 1955 | Versuche: Nichol Smith Erhöhungen: Elge Straftritte: Elge Dropgoals: Docherty | (0:3) Bericht | Versuche: Brewer (2) Erhöhungen: Stephens | Murrayfield Stadium, Edinburgh Zuschauer: 60.000 Schiedsrichter: Michael Dowling (Irland) |

| 12. Februar 1955 | Irland                                  | 6 : 6         | England                        | Lansdowne Road, Dublin Zuschauer: 45.000 Schiedsrichter: Alexander Dickie (Schottland) |
| 12. Februar 1955 | Versuche: Pedlow Straftritte: Henderson | (3:6) Bericht | Versuche: Butterfield Hastings | Lansdowne Road, Dublin Zuschauer: 45.000 Schiedsrichter: Alexander Dickie (Schottland) |

| 26. Februar 1955 | England                                   | 9 : 16        | Frankreich                                                             | Twickenham Stadium, London Zuschauer: 70.000 Schiedsrichter: Robert Mitchell (Irland) |
| 26. Februar 1955 | Versuche: Higgins Straftritte: Hazell (2) | (6:3) Bericht | Versuche: Baulon Celaya Erhöhungen: Vannier (2) Dropgoals: J. Prat (2) | Twickenham Stadium, London Zuschauer: 70.000 Schiedsrichter: Robert Mitchell (Irland) |

| 26. Februar 1955 | Schottland                                               | 12 : 3        | Irland             | Murrayfield Stadium, Edinburgh Schiedsrichter: Leslie Boundy (England) |
| 26. Februar 1955 | Versuche: Swan Straftritte: Elgie (2) Dropgoals: Cameron | (6:3) Bericht | Straftritte: Kelly | Murrayfield Stadium, Edinburgh Schiedsrichter: Leslie Boundy (England) |

| 12. März 1955 | Wales                                                                             | 21 : 3        | Irland                 | Cardiff Arms Park, Cardiff Schiedsrichter: Alexander Dickie (Schottland) |
| 12. März 1955 | Versuche: Griffiths Meredith Morgan Morris Erhöhungen: Owen (3) Straftritte: Owen | (3:0) Bericht | Straftritte: Henderson | Cardiff Arms Park, Cardiff Schiedsrichter: Alexander Dickie (Schottland) |

| 19. März 1955 | England                                  | 9 : 6         | Schottland                             | Twickenham Stadium, London Schiedsrichter: Cyril Joynson (Wales) |
| 19. März 1955 | Versuche: Beer Sykes Straftritte: Hazell | (9:3) Bericht | Versuche: Cameron Straftritte: Cameron | Twickenham Stadium, London Schiedsrichter: Cyril Joynson (Wales) |

| 26. März 1955 | Frankreich                                                                   | 11 : 16        | Wales                                                              | Stade Olympique Yves-du-Manoir, Colombes Zuschauer: 53.025 Schiedsrichter: O. B. Glasgow (Irland) |
| 26. März 1955 | Versuche: Baulon Erhöhungen: Vannier Straftritte: Vannier Dropgoals: M. Prat | (0:11) Bericht | Versuche: Morris Thomas Erhöhungen: Owen (2) Straftritte: Owen (2) | Stade Olympique Yves-du-Manoir, Colombes Zuschauer: 53.025 Schiedsrichter: O. B. Glasgow (Irland) |